# Stazione di Cappelle-Magliano
La stazione di Cappelle-Magliano è una fermata ferroviaria posta nel comune di Scurcola Marsicana costruita a servizio della frazione di Cappelle dei Marsi e del comune di Magliano de' Marsi, data la vicinanza esistente fra queste ultime due località. La stazione è ubicata sulla ferrovia Roma-Pescara.

## Storia
La stazione venne inaugurata nel 1888, in occasione dell'apertura della ferrovia Roma-Pescara.
La stazione è stata ricostruita in seguito al terremoto del 1915. Il sisma rase al suolo la frazione che si serviva della stazione causando un drastico calo delle utenze. Ancora oggi, a causa della lontananza dai centri abitati, la frequentazione è molto bassa.

## Strutture e impianti
La gestione degli impianti è affidata a Rete Ferroviaria Italiana, società controllata del Gruppo Ferrovie dello Stato.
Il fabbricato viaggiatori è a due livelli, entrambi chiusi al pubblico ad eccezione della sala d'attesa. L'edificio è in muratura con parte del piano terra rivestita in travertino.
La fermata era precedentemente una stazione dotata di due binari, di cui il secondo era quello di corretto tracciato, mentre il primo veniva usato per effettuare gli incroci e le precedenze fra i treni.
Attualmente (2011), l'impianto di segnalamento risulta rimosso e il piazzale comprende solo il binario di corsa. Il binario deviato, scollegato da quello principale, è stato in parte ricoperto da due piattaforme in cemento che consentono un passaggio più agevole al marciapiede dell'ex binario 2, rimasto l'unico attivo dell'impianto.
La stazione disponeva inoltre di uno scalo merci con annesso magazzino. Oggi (2011) lo scalo risulta smantellato mentre il magazzino giace in stato di abbandono. L'architettura del magazzino è molto simile a quella delle altre stazioni ferroviarie italiane.
L'area dell'ex scalo merci ospita una Base Transceiver Station del servizio Global System for Mobile Communications-Railway di Rete Ferroviaria Italiana.

## Movimento
La frequentazione della stazione è molto bassa a causa della distanza dall'abitato.
Il servizio viaggiatori era espletato in esclusiva da Trenitalia (società controllata del gruppo Ferrovie dello Stato) per conto della Regione Abruzzo con treni di tipo regionale.
I treni che effettuavano servizio in questa stazione secondo l'orario 2010/2011 erano quattro e le loro principali destinazioni erano Avezzano e Roma Tiburtina.
Da dicembre 2016 nessun treno vi effettua più fermata.

## Servizi
- Sala d'attesa